# Cạnh tranh không hoàn hảo
Cạnh tranh không hoàn hảo, trong kinh tế học, là một dạng cạnh tranh trong các thị trường khi các điều kiện cần thiết cho việc cạnh tranh hoàn hảo không được thỏa mãn.
Các loại cạnh tranh không hoàn hảo gồm:
- Độc quyền:chỉ có một người bán một mặt hàng.
- Độc quyền nhóm bán: Thị trường mà ở đó chỉ có một số lượng nhỏ người bán.
- Cạnh tranh độc quyền: có nhiều người bán nhưng mỗi người đều tìm cách làm cho sản phẩm của mình trở nên khác biệt.
- Độc quyền mua: Thị trường chỉ có một người mua một mặt hàng.
- Độc quyền nhóm mua: Thị trường trong đó chỉ có một số lượng nhỏ người mua.

Trong thị trường cũng có thể xảy ra cạnh tranh không hoàn hảo do những người bán hoặc người mua thiếu các thông tin về giá cả các loại hàng hóa được trao đổi.